# La Mort à demi-mots
La Mort à demi-mots est un roman de l’écrivain Kim Young-ha paru en 1996.